# Canberra
Canberra (česky vyslovováno [ˈkɛnbɛra], 6. pád v Canbeře, anglicky [ˈkænbᵊrə] nebo [ˈkænbɛrə]) je hlavní, ne však největší, město Australského společenství. S populací 323 056 obyvatel se jedná o největší vnitrozemské australské město. Canberra se nachází na jihovýchodě státu, v Teritoriu hlavního města Austrálie (ACT). Město leží 280 kilometrů jihozápadním směrem od Sydney a 660 kilometrů severovýchodním směrem od Melbourne.
Místo, kde se Canberra nachází, bylo vybráno jako místo pro hlavní město Austrálie roku 1908, aby došlo ke kompromisu mezi soupeřícími dvěma největšími městy, tedy mezi Sydney a Melbourne. V mezinárodní soutěži o design města zvítězil návrh dvou chicagských architektů Waltera Burley Griffina a Marion Mahony Griffinové. Stavba započala v roce 1913. Návrh manželů Griffinových kladl důraz na geometrické motivy, jako kruhy, šestiúhelníky a trojúhelníky. Ve městě se nachází také významné plochy přírodní vegetace, díky kterým Canberra získala přezdívku bush capital.
V Canbeře sídlí Australská vláda, Australský nejvyšší soud a mnoho vládních orgánů. Město je také centrem mnoha sociálních a kulturních institucí národního významu, jako jsou Australská národní univerzita, Australské národní muzeum či Australská národní knihovna.

## Historie
Město vzniklo jako výsledek sporu. Když se australské kolonie roku 1901 sloučily v Commonwealth of Australia, Australané se nemohli dohodnout, zda roli hlavního města převezme Sydney nebo Melbourne. V roce 1908 vznikl kompromis Canberra. Jméno Canberra v jazyce domorodců znamená Místo setkávání. Jedná se o město, které bylo přesně navrženo a postaveno podle plánů, které se nechaly inspirovat městem Chicago architekta Waltera Burleye Griffina.

## Geografie
Canberra pokrývá oblast o 805,6 km² a je situována nedaleko horského hřebenu Brindabella Ranges a okolo 150 kilometrů od východního australského pobřeží. Město leží v nadmořské výšce 550 až 700 m n. m. Nejvyšší místo ve městě se nachází na Mount Majura a je vysoké 888 metrů. Další větší kopce v oblasti jsou Mt Taylor, Mt Ainslie, Mt Mugga Mugga a Black Mountain. Okolí města se nachází v oblasti, která je bohatá na eukalyptové savany, bažiny a lesy.
Městem protéká řeka Molonglo River, která v centru města tvoří jezero nazývané Lake Burley Griffin.

## Budovy, stavby a zajímavosti
- Black Mountain – zalesněná hora 812 m n. m.
- Telstra Tower – rozhledna 195 metrů
- Australian National Botanic Gardens – botanická zahrada
- Parliament House (Canberra) – nová budova parlamentu
- Old Parliament House – stará budova parlamentu
- Australian National Gallery – galerie umění Austrálců
- High Court – nejvyšší soudní dvůr
- National Library – národní knihovna
- National Science and Technology Centre – Národní centrum vědy a techniky
- ANZAC památník – Australský válečný památník

## Slavní rodáci
- Alex O'Loughlin (* 1976), australský herec[3]
- Patty Mills (* 1988), australský profesionální basketbalista hrající v NBA[4]
- Mia Wasikowska (* 1989), australská herečka[5]
- Nick Kyrgios (* 1995), australský profesionální tenista[6]

## Partnerská města
- Nara, Japonsko
- Peking, Čína
- Wellington, Nový Zéland